# استرتون، داربی‌شر
استرتون (به انگلیسی: Stretton) یک روستا و محله مدنی در بریتانیا است که در North East Derbyshire واقع شده‌است. استرتون ۵۲۵ نفر جمعیت دارد.